# California (Diplo)
California è un EP del disc jockey e produttore discografico statunitense Diplo, pubblicato il 23 marzo 2018 dall'etichetta Mad Decent, di proprietà dello stesso DJ.
Inizialmente, la sua pubblicazione (solo in formato digitale) era prevista per il settembre del 2017, ma è stata rinviata per motivi mai chiariti.

## Il disco
Riguardo alla realizzazione di questo progetto, Diplo ha dichiarato: "Quando ho prodotto l'album Florida, più di dieci anni fa, volevo rendere musicalmente ciò che passava per la mia testa e creare qualcosa di stravagante, basato sulle mie origini e su ciò che immaginavo. Una volta arrivato in California, ho lavorato per anni in tutti i tipi di musica, ma in quest'ultimo periodo sono stato ispirato da tutti quei suoni giovanili e quei rapper che si sono trasferiti a Los Angeles. Perciò, ho avuto l'impressione che questo album fosse la colonna sonora dell'ultimo anno trascorso qui al lavoro".
E in effetti, la lista dei collaboratori comprende molti esponenti della scena hip hop (DRAM e GoldLink) e trap (i giovani Lil Yachty, Desiigner, Trippie Redd e Lil Xan), con Santigold e MØ a rappresentare la scena dell'alternative dance.
Però, le tracce sono caratterizzate da suoni più riflessivi, se comparate ai ritmi martellanti delle produzioni dei Major Lazer (di cui Diplo è un membro), oltre che da un velo di malinconia, che chiude così il cerchio con il primo album dell'artista (Florida, appunto). Tale scelta artistica è stata evidenziata dalla recensione di Pitchfork, in cui è stata scritta la seguente frase: "California non vi farà dimenare, ma potrebbe farvi piangere". Inoltre, come sottolineato in un'altra valutazione del disco da parte della critica (questa volta, la testata in questione è l'italiana Rockol), alcuni degli artisti presenti utilizzano uno stile totalmente differente da quello che li ha resi famosi: per esempio, DRAM interpreta il brano Look Back in chiave R&B, dando prova della sua potenza vocale nel ritornello e cantando più di una volta in falsetto, mentre nelle strofe di Wish Trippie Redd sfrutta le sfumature punk della sua voce.

## Copertina
Per la realizzazione del concept grafico di California, Diplo ha scelto February James, artista di Washington attivo a Los Angeles: ciò potrebbe costituire un ulteriore collegamento al tema del disco, ispirato anche dalle nuove correnti musicali della città affacciata sulle coste del Pacifico.
Inoltre, James non si è limitato solo alla copertina dell'EP, creando un ritratto di ogni artista che ha collaborato alle registrazioni.

## Tracce
1. Worry No More (feat. Lil Yachty & Santigold) – 3:22
2. Suicidal (feat. Desiigner) – 3:26
3. Look Back (feat. DRAM) – 3:39
4. Wish (feat. Trippie Redd) – 2:55
5. Color Blind (feat. Lil Xan) – 2:56
6. Get It Right (feat. MØ & GoldLink) (Remix) – 2:52